# 이미쉘
이미쉘(Lee Michelle, 1991년 9월 9일 ~ )은 대한민국의 가수로, 아프리카계 미국인 혼혈이다. 2011년 《K팝 스타》에 참가하여 TOP5에 올랐다. 2014년 3월 21일 Without you로 데뷔하였다.

## 음반

### 개인 음반
- 《Michelle Disco Michelle》 (2011년)
- 《MIchelle Disco Michelle Remix》 (2011년)
- 《Without you》 (2014년)
- 《I Can Sing》 (2015년)

### OST
- 《청춘정담 OST》 (2014년)
- 《우는 남자 OST》 (2014년)
- 《소원을 말해봐 OST Part 2》 (2014년)

## 방송
- 2018년 MBC 미스터리 음악쇼 복면가왕 - 자기야~ 도자기야~ 고려청자 (참가자)